# Chelicerca wheeleri
Chelicerca wheeleri är en insektsart som först beskrevs av Axel Leonard Melander 1902.  Chelicerca wheeleri ingår i släktet Chelicerca och familjen Anisembiidae. Inga underarter finns listade i Catalogue of Life.